# 小行星23877
小行星23877（23877 Gourmaud）是一颗绕太阳运转的小行星，为主小行星带小行星。该小行星于1998年9月发现。

## 轨道参数
小行星23877的轨道半长轴为473 126 172 km（3.1626081 UA），离心率为0.146。